# Iskender Gider
Iskender Gider (* 1957 in Istanbul, Türkei) ist ein türkisch-deutscher Künstler, der sich in erster Linie als Bilderbuchautor und Kinderbuchillustrator einen Namen gemacht hat.

## Leben
Gider kam 1965, als Kind, mit seiner Familie nach Köln. Der heute freischaffende Künstler studierte Grafikdesign an der Essener Folkwangschule. 1983 erhielt er einen Lehrauftrag an der Universität Essen. Zwischenzeitlich war er auch Artdirector einer Werbeagentur.
Gider lebt heute in Recklinghausen.

## Künstlerisches Wirken
Im Jahr 1988 entstand sowohl Giders erste Buchillustration für einen Salzburger Verlag als auch sein erstes eigenes Bilderbuch Oh, Ostern (Mitverfasser: Max Kerner). Weitere eigenständige Kinderbilderbücher Giders folgten mit Wir warten auf den Weihnachtsmann (1992), Oh du fröhliche (1993), Jochen der Schweinefant (1998) und Schlaf gut, Emily! (2000). Besonders häufig illustrierte der Künstler aber Bücher der Kinderbuchautorin Ursel Scheffler, so auch die bekannte Hasenfranz-Reihe (ab 1994). Darüber hinaus malte Gider u. a. die Bilder zu Büchern wie die 1994er Sonderausgabe von Das grosse bunte Volks-&-Kinder-Liederbuch des  Tosa-Verlags.
Nicht wenige der von ihm illustrierten Bilderbücher erschienen auch in anderen Sprachen. Sie behandelten bislang häufig Außenseiterthemen (Das schwarze Huhn, 1995), was Gider selbst auf seine Biografie als Kind von Einwanderern aus der Türkei zurückführt, aber genauso christliche Feste wie Ostern und Weihnachten. Einzelne seiner Geschichten werden auch in Puppentheater aufgeführt, so zum Beispiel Jochen der Schweinefant vom Puppentheater Dornerei (Neustadt an der Weinstraße) und Wir warten auf den Weihnachtsmann von Wodo Puppenspiel (Mülheim an der Ruhr).
Als bildender Künstler hat sich Gider, außer mit seinen Bildern und Bilderbüchern, zudem mit Storchskulpturen – Kunst aus Schrott – regional einen Namen gemacht.

## Bücher (Auswahl)
- Iskender Gider: Jochen der Schweinefant. Lappan, 1998
- Iskender Gider: Das schwarze Huhn. Neugebauer, 1994
- Iskender Gider, Hermien Stellmacher, Ursel Scheffler: Die schönsten Geschichten vom Hasenfranz Ravensburger, 2005
- Iskender Gider, Ursel Scheffler: Ein Osternest vom Hasenfranz Ravensburger, 2004
- Iskender Gider: Das große bunte Liederbuch Loewe, 1997